# یواس‌اس هلنا (سی‌ال-۱۱۳)
یواس‌اس هلنا (سی‌ال-۱۱۳) (به انگلیسی: USS Helena (CL-113)) یک کشتی است.